# ميتسو إيكيدا
ميتسو إيكيدا (باليابانية: 池田三男؛ بالكانا: いけだ みつお) هو مصارع رياضي ياباني، ولد في 14 مارس 1935 في ماشيكي في اليابان، وتوفي في 12 سبتمبر 2002 في طوكيو في اليابان.

## وصلات خارجية
- ميتسو إيكيدا على موقع قاعدة بيانات المصارعة الدولية (الإنجليزية)
- ميتسو إيكيدا على موقع أوليمبيديا (الإنجليزية)